# Spinimegopis piliventris
Spinimegopis piliventris är en skalbaggsart. Spinimegopis piliventris ingår i släktet Spinimegopis och familjen långhorningar.

## Underarter
Arten delas in i följande underarter:
- S. p. piliventris
- S. p. antennalis